# Валід Реґраґі
Валід Реґраґі (араб. وليد الركراكي, нар. 23 вересня 1975, Корбей-Ессонн) — марокканський футболіст, що грав на позиції захисника. По завершенні ігрової кар'єри — тренер. З 2022 року очолює тренерський штаб збірної команди Марокко.
Виступав, зокрема, за клуби «Тулуза» та «Гренобль», а також національну збірну Марокко.
Переможець Ліги чемпіонів КАФ (як тренер). 

## Клубна кар'єра
У футболі дебютував 1997 року виступами за команду «Корбей-Ессонн», в якій провів один сезон. 
Протягом 1998—1999 років захищав кольори клубу «Расінг» (Париж).
Своєю грою за останню команду привернув увагу представників тренерського штабу клубу «Тулуза», до складу якого приєднався 1999 року. Відіграв за команду з Тулузи наступні два сезони своєї ігрової кар'єри.
2001 року уклав контракт з клубом «Аяччо», у складі якого провів наступні три роки своєї кар'єри гравця.  Більшість часу, проведеного у складі «Аяччо», був основним гравцем команди.
З 2004 року два сезони захищав кольори клубу «Расінг». 
Протягом 2006—2007 років захищав кольори клубу «Діжон».
З 2007 року два сезони захищав кольори клубу «Гренобль». 
Протягом 2009—2010 років захищав кольори клубу «Магреб» (Тетуан).
Завершив ігрову кар'єру у команді «Флері-Мерожис», за яку виступав протягом 2010—2011 років.

## Виступи за збірну
2001 року дебютував в офіційних матчах у складі національної збірної Марокко.
У складі збірної був учасником Кубка африканських націй 2004 року у Тунісі, Кубка африканських націй 2006 року в Єгипті.
Загалом протягом кар'єри в національній команді, яка тривала 9 років, провів у її формі 45 матчів.

## Кар'єра тренера
Розпочав тренерську кар'єру невдовзі по завершенні кар'єри гравця, 2012 року, увійшовши до тренерського штабу клубу Марокко, де пропрацював з 2012 по 2013 рік.
2021 року став головним тренером команди «Відад» (Касабланка), тренував клуб з Касабланки один рік. Виграв на чолі команди Лігу чемпіонів КАФ.
Протягом тренерської кар'єри також очолював команди ФЮС (Рабат) та «Ад-Духаїль».
З 2022 року очолює тренерський штаб команди Марокко. 21 вересня 2022 року дебютував тренером збірної у товариській грі проти Мадагаскару, яка завершилася перемогою з рахунком 1:0.

## Титули і досягнення

### Як гравця
- Переможець Ліги 2 (1):

«Аяччо»: 2001-2002
- Фіналіст КАН (1):

Марокко: 2004

### Як тренера
- Переможець Ліги чемпіонів КАФ (1):

«Відад» (Касабланка): 2021-2022
- Чемпіон Марокко (2):

ФЮС (Рабат): 2015-2016
«Відад» (Касабланка): 2021-2022
- Чемпіон Катару (1):

«Ад-Духаїль»: 2019-2020
- Володар Кубка Марокканського трону (1):

ФЮС (Рабат): 2013-2014